# Lyman (Wyoming)
Lyman es un pueblo ubicado en el condado de Uinta en el estado estadounidense de Wyoming. En el año 2010 tenía una población de 2.115 habitantes y una densidad poblacional de 338.42 personas por km².

## Geografía
Lyman se encuentra ubicado en las coordenadas 41°16′19.32″N 110°20′4.38″O / 41.2720333, -110.3345500. Según la Oficina del Censo, la localidad tiene un área total de 3,8 km² (1,5 mi²), de la cual 3,8 km² (1,5 mi²) es tierra y 0 km² (0 mi²) (0.0%) es agua.

### Localidades adyacentes
El siguiente diagrama muestra a las localidades en un radio de 76 kilómetros (47,2 mi) de Lyman.

## Demografía
En el 2000 la renta per cápita promedia del hogar era de $50.550, y el ingreso promedio para una familia era de $55.132. El ingreso per cápita para la localidad era de $17.966. En 2000 los hombres tenían un ingreso per cápita de $51.042 contra $17.917 para las mujeres. Alrededor del 7.30% de la población estaba bajo el umbral de pobreza nacional.